# 马里奥豪洛姆
马里奥豪洛姆，是匈牙利科马罗姆-埃斯泰尔戈姆州所辖的一个村。总面积10.85平方公里，总人口672，人口密度61.9人/平方公里（2011年1月1日）。